# Chana CX70
La Chana CX70 ou Oushang CX70 est un SUV construit par Chang'an Automobile et commercialisé sous les marques Chana ou Ousham depuis 2016, juste après le Salon automobile de Pékin, où il fut présenté pour la première fois. Son prix de départ est de 68900 yuan et peut aller jusqu'à 84900 pour un modèle haut de gamme, ce qui en faisait le SUV 7 places le moins cher du marché.

## Caractéristiques techniques

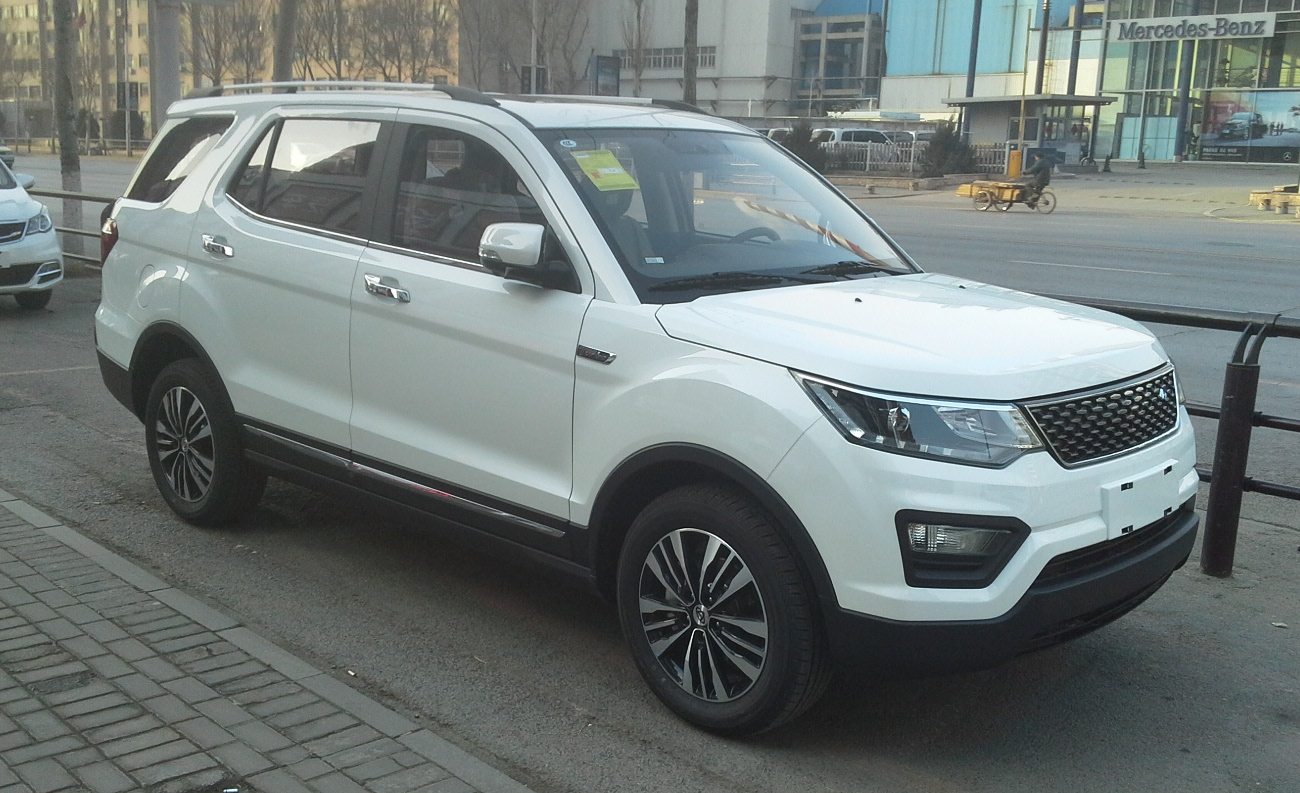
Chana CX70T vu de l'avant.

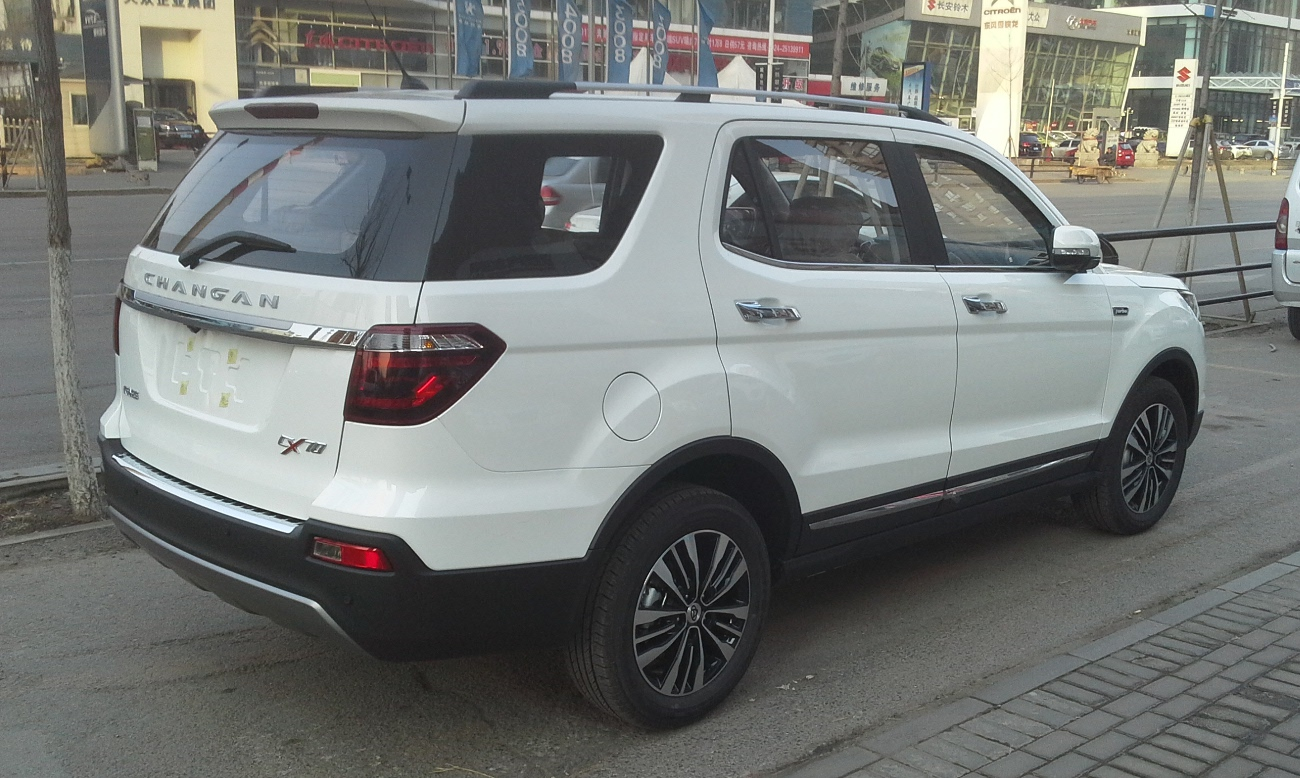
Chana CX70T vu de l'arrière.

Le CX70 est motorisé par un moteur 4 cylindres en ligne 1.5 turbo ainsi que d'un 1.6 d'une puissance d'environ 170 ch, monté à l'avant. Les organes de l'auto sont assez basiques : suspensions de type McPherson à l'avant et non indépendantes à l'arrière, freins à disque ventilé à l'avant et à tambours à l'arrière.
Il dispose de 7 places (2+3+2).
Son équipement intérieur se compose d'un ordinateur de bord avec Wi-Fi, système audio, climatisation, radars de recul et GPS.
Selon le constructeur, le CX70 a été testé pendant près de 3 millions de kilomètres dans diverses conditions (froid, chaleur, altitude) afin de mettre à l'épreuve sa fiabilité.

## Sécurité
Côté sécurité, le SUV obtient 53.10 points au crash-test C-NAP en 2015, soit 4 étoiles.
- Impact avant à 100% sur obstacle rigide : 15.91/18 (88%)
- Impact avant partiel sur obstacle déformable : 13.52/18 (75%)
- Impact latéral par un obstacle mobile : 18/18 (100%)
- Test d'accélération du siège : 3.68/4 (92%)

L'auto est équipée d'un ABS, d'un ESP, d'un antipatinage, d'un répartiteur électronique de freinage et d'un système de contrôle de pression des pneus.

## Ventes
La CX70 s'est vendu à 80636 exemplaires en Chine en 2016, ce qui en fait la 36e voiture la plus vendue cette année. En 2017, ses ventes passent à 90676 exemplaires, ce qui fait d'elle la 30e voiture la plus vendue du pays.
Elle est également vendue en Amérique du Sud, notamment au Chili et dans le reste de l'Asie, comme au Pakistan par exemple.

## Récompenses
La CX70 remporte le prix Mejor Auto de Valor au Gala annuel de la presse automobile 2018 organisé par MT Automobile Magazine au Chili pour son design et son utilisation économique.